# Charles Richard Fox
Charles Richard Fox (6 novembre 1796 – 13 avril 1873) est un général de l'armée britannique, et plus tard, un homme politique.

## Biographie
Fox est né à Brompton, le fils illégitime d'Henry Vassall-Fox (3e baron Holland), d'une liaison avec Lady Webster, avec qui Lord Holland va plus tard se marier.
Après quelques service dans la Royal Navy, il entre dans les Grenadiers, et est connu en tant que collectionneur de pièces de monnaie grecques. Sa collection est achetée par le musée royal de Berlin quand il meurt en 1873. Il se marie à Saint-George, Hanover Square, Londres, le 19 juin 1824 avec Mary FitzClarence, fille de Guillaume IV et de sa maîtresse Dorothea Jordan. Le couple n'a aucun enfant.
Il est élu député Whig pour Calne en 1831-1832, puis Tavistock en 1832-1835. Il représente brièvement Stroud en 1835, mais démissionne de son siège afin que John Russell (1er comte Russell) puisse le reprendre. Il est élu en tant que député de la circonscription de l'est de Londres de Tower Hamlets en 1841 et sert jusqu'en 1847.
Fox est Arpenteur-Général de l'artillerie en 1841 et 1846-1852. Il est promu major-général le 9 novembre 1846, lieutenant-Général le 20 juin 1854, et général le 6 mars 1863.